# Paprikasalat

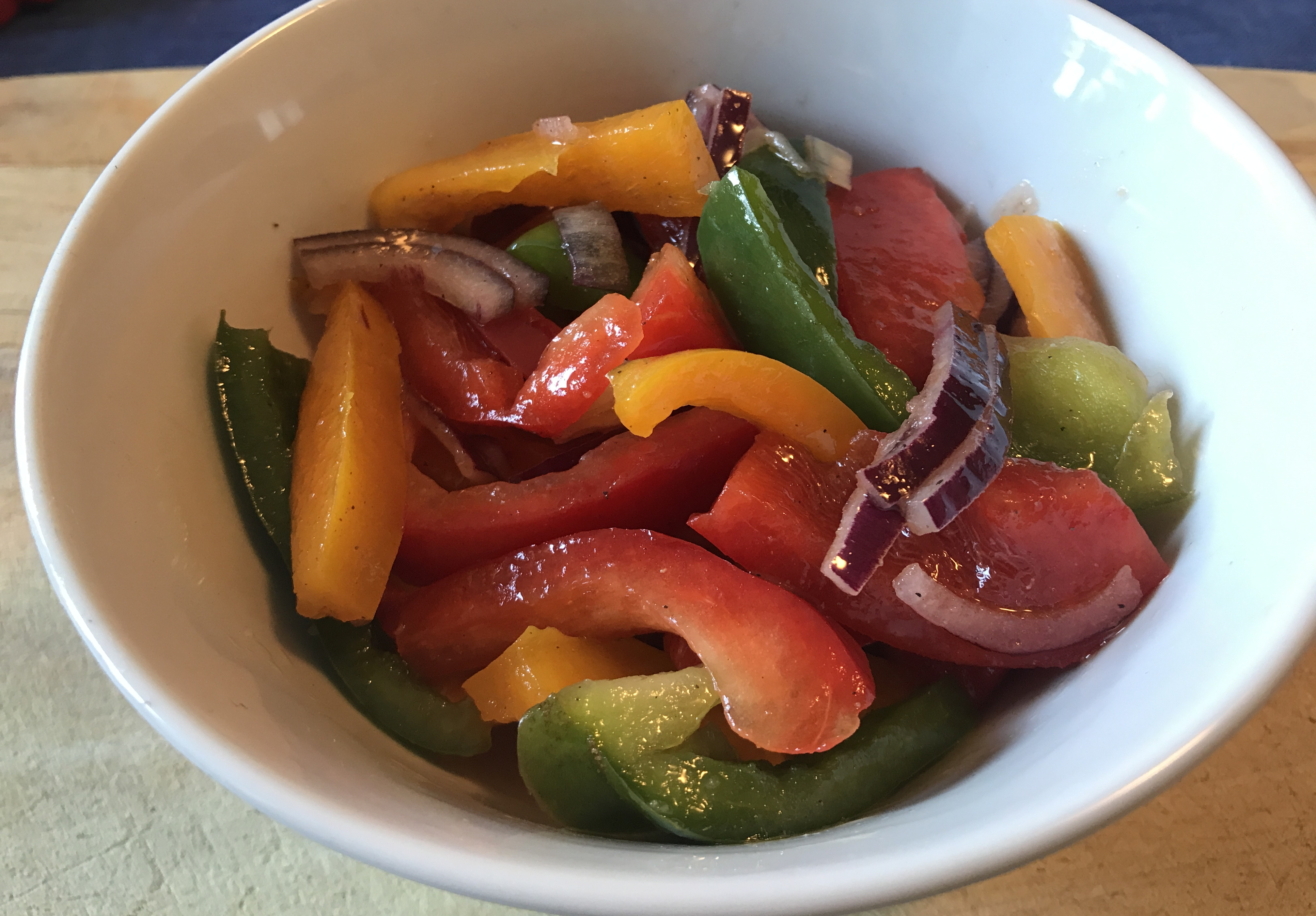
Paprikasalat mit roten Zwiebeln

Paprikasalat ist ein Gemüsesalat und ein Gericht der Kalten Küche. Zur Herstellung verwendet man die Früchte der Gemüsepaprika (Schoten), die mit anderen Zutaten verarbeitet werden. Typische Gewürze sind Salz, Weißer oder Schwarzer Pfeffer, Essig und Pflanzenöl, es können jedoch weitere Zutaten hinzukommen.

## Zubereitung
Ein einfacher Paprikasalat wird in der Regel aus klein geschnittenen, gemischten Paprikaschoten verschiedener Farbe zubereitet, die mit klein geschnittenen Zwiebeln, Salz, Pfeffer, Weinessig und Pflanzenöl vermischt und damit gewürzt werden. Zu diesem Salat können weitere Zutaten hinzugefügt werden, etwa Champignons oder Thunfisch, wodurch der Salat zu einem gemischten Salat werden kann. Beim „Paprikasalat Imperial“ etwa werden die geschnittenen Paprikaschoten und Zwiebeln mit Tomaten, gekochtem Schinken, eingelegten schwarzen Oliven und eingelegten Kapern sowie Scheiben von hartgekochten Eiern angerichtet und mit einer Salatsauce aus Senf, Öl, Essig, Zucker, Salz, Pfeffer und Tabascosauce mariniert. Beim „Paprika-, Sellerie- und Apfelsalat“ wird die rohe Paprika mit Sellerie und Äpfeln kombiniert und ebenfalls mit einer Essig-und-Öl-Sauce sowie etwas Rahm angemacht.
Auch bei der Zubereitung der Salatsauce gibt es mehrere Varianten, etwa bei einem Salat mit einem Honig-Senf-Dressing.

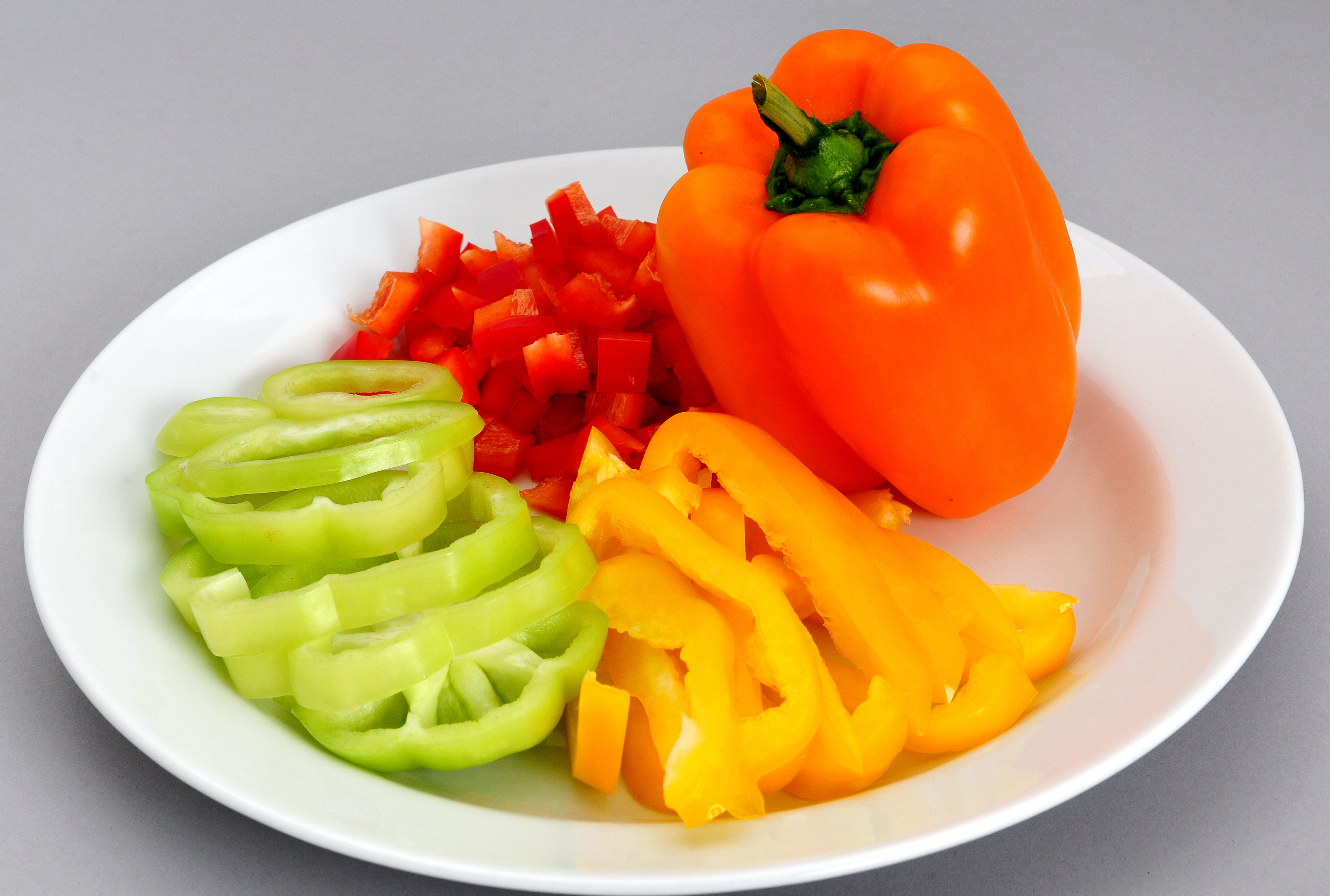
Paprikaschoten verschiedener Farbe für die Zubereitung eines Paprikasalats
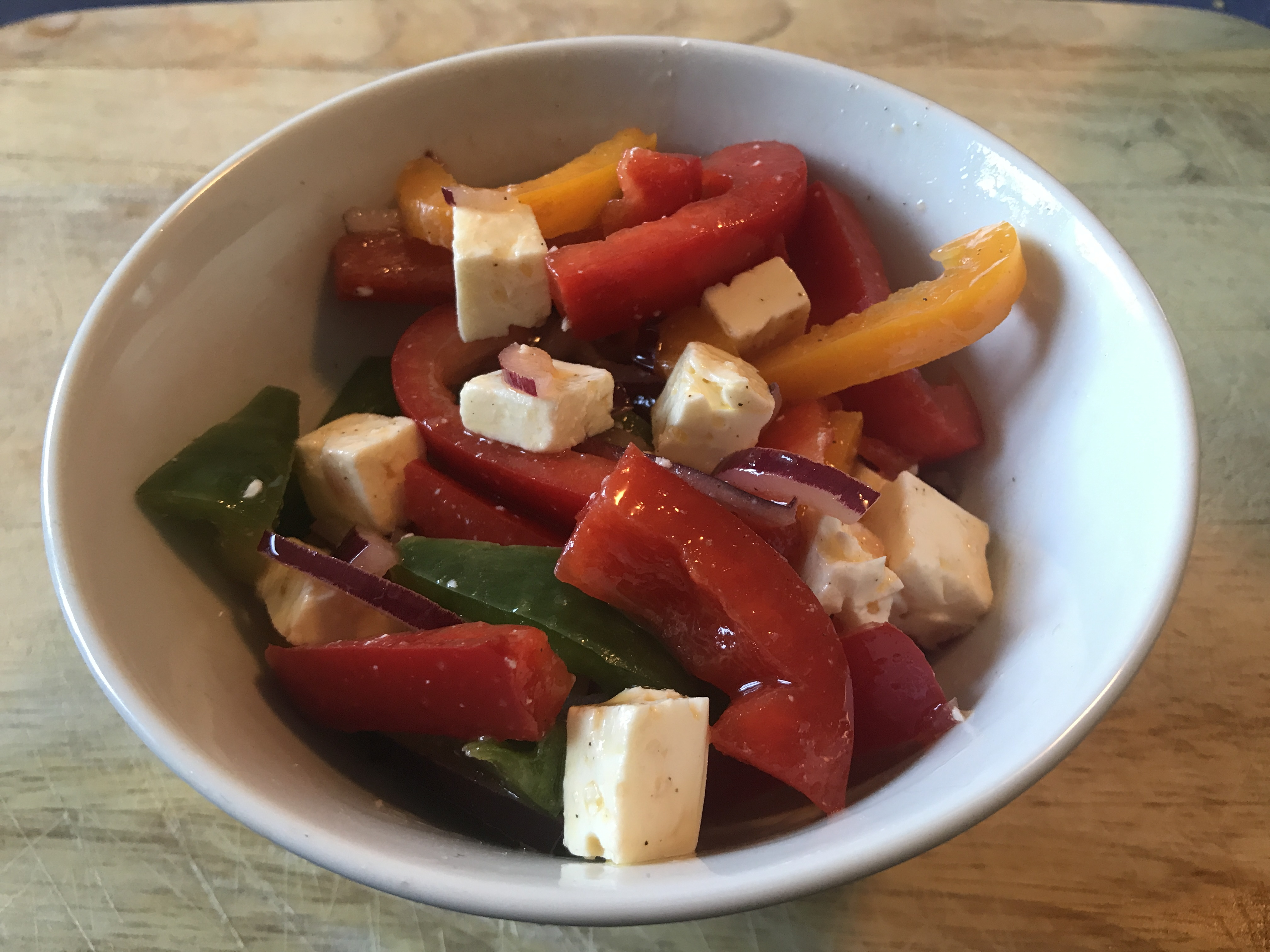
Paprikasalat mit Zwiebeln und Fetakäse
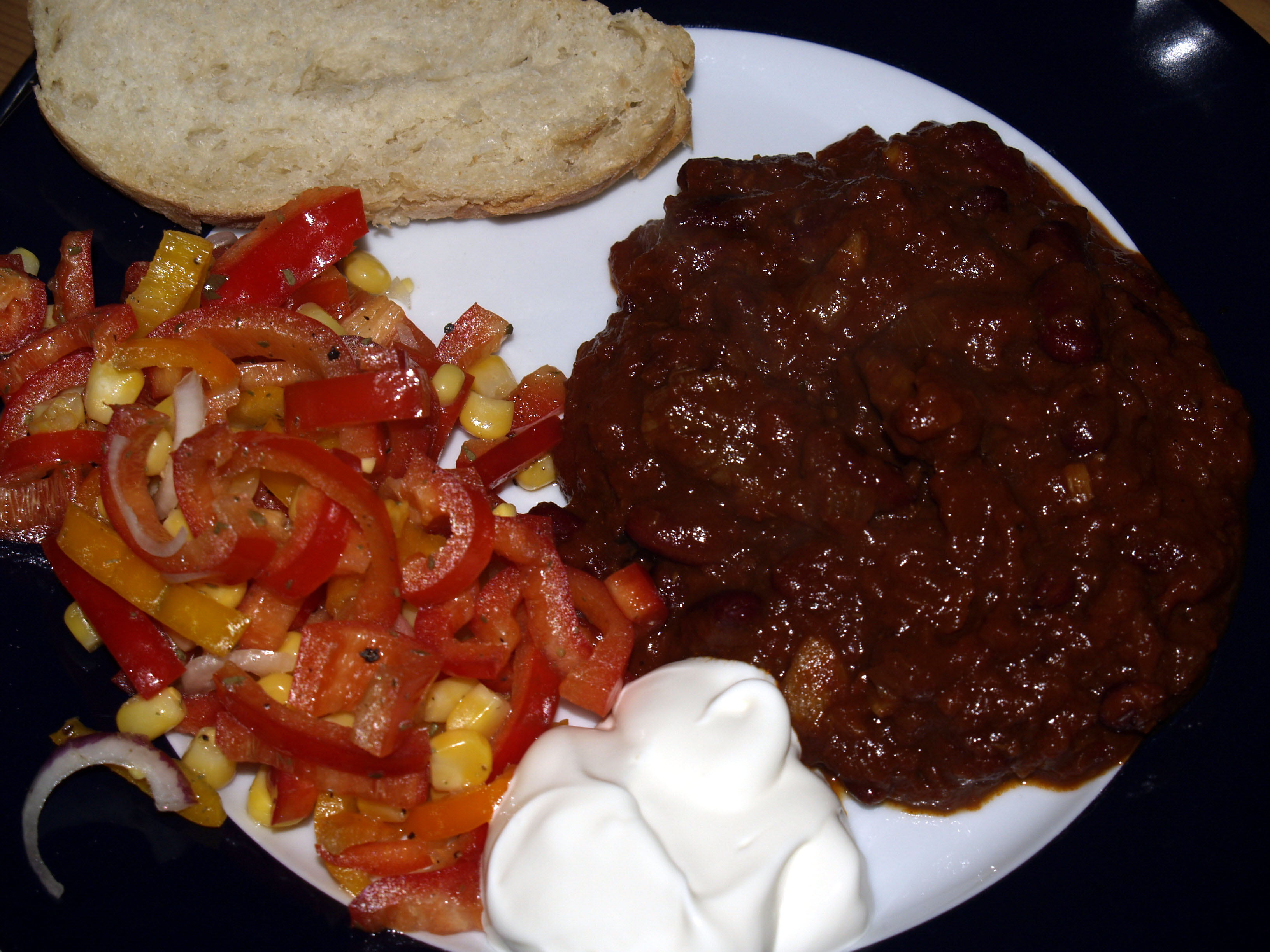
Chili con Carne mit einem Paprika-Mais-Salat

Neben frischen Paprika können auch Salate aus eingelegten Paprika zubereitet werden, zudem gibt es die Möglichkeit, gekochte oder gebratene Paprikaschoten mit weiteren Zutaten und Gewürzen in Pflanzenöl als eingelegten Paprikasalat zuzubereiten und über einen längeren Zeitraum zu konservieren.
Unmarinierte Paprika ist zudem häufig in der Auslage eines Salatbuffets neben anderen Zutaten vorhanden, aus der sich die Gäste selbst einen Mischsalat herstellen und mit einer beliebigen Salatsauce würzen können. Auch in Mischsalaten wie dem Griechischen Salat sind Paprikaschoten klassischer Bestandteil, diese werden jedoch nicht als Paprikasalate bezeichnet.

## Belege
1. ↑  „Paprikasalat.“ In: Helmut Haenchen (Hrsg.): Menü – das große moderne Kochlexikon Band 7. Bertelsmann, 1985, S. 201.
2. ↑  Paprikasalat bei chefkoch.de; abgerufen am 4. April 2020.
3. ↑  Paprikasalat bei kochbar.de; abgerufen am 4. April 2020.
4. ↑  „Paprikasalat mit Champignons.“ In: Helmut Haenchen (Hrsg.): Menü – das große moderne Kochlexikon Band 7. Bertelsmann, 1985, S. 204.
5. ↑  „Paprikasalat mit Thunfisch.“ In: Helmut Haenchen (Hrsg.): Menü – das große moderne Kochlexikon Band 7. Bertelsmann, 1985, S. 204.
6. ↑  „Paprikasalat Imperial.“ In: Helmut Haenchen (Hrsg.): Menü – das große moderne Kochlexikon Band 7. Bertelsmann, 1985, S. 203.
7. ↑  Paprikasalat Imperial bei chefkoch.de; abgerufen am 4. April 2020.
8. ↑  „Paprika-, Sellerie- und Apfelsalat.“ In: F. Jürgen Herrmann (Hrsg.): Herings Lexikon der Küche. 25., überarbeitete Auflage. Nikol Verlag, 25. Auflage Hamburg 2016, ISBN 978-3-86820-344-8, S. 588.
9. ↑  Paprikasalat mit Senf-Honig-Dressing bei essen-und-trinken.de; abgerufen am 4. April 2020.
10. ↑  „Paprikasalat eingelegt.“ In: Helmut Haenchen (Hrsg.): Menü – das große moderne Kochlexikon Band 7. Bertelsmann, 1985, S. 201–202.